# Patrícia Sampaio
Patrícia Fernandes Sampaio (ur. 30 czerwca 1999) – portugalska judoczka. Brązowa medalistka olimpijska z Paryża 2024, a także olimpijka z Tokio 2020, gdzie zajęła dziewiąte miejsce w wadze półciężkiej.
Brązowa medalistka mistrzostw świata w 2025; piąta w 2019 i 2023; uczestniczka zawodów w 2018 i 2024. Startowała w Pucharze Świata w 2018 i 2019. Brązowa medalistka igrzysk śródziemnomorskich w 2018. Druga na igrzyskach europejskich w 2019. Wygrała na mistrzostwa Europy w 2025, trzecia w 2023; siódma w 2018 i 2021 roku.

## Wyniki olimpijskie

### Letnie Igrzyska Olimpijskie 2020
| Konkurencja | Eliminacje         | Eliminacje                | Klas. końcowa |
| Konkurencja | Przeciwnik I       | Przeciwnik II             | Miejsce       |
| ----------- | ------------------ | ------------------------- | ------------- |
| 78 kg       | Karen León (VEN) Z | Anna-Maria Wagner (GER) P | 9.            |

### Letnie Igrzyska Olimpijskie 2024
| Konkurencja | Eliminacje              | Eliminacje                | Eliminacje          | Finały                 | Finały                | Klas. końcowa |
| Konkurencja | I runda                 | II runda                  | 1/4                 | 1/2                    | Walka o 3. miejsce    | Miejsce       |
| ----------- | ----------------------- | ------------------------- | ------------------- | ---------------------- | --------------------- | ------------- |
| 78 kg       | Zeddy Cherotich (KEN) Z | Madeleine Malonga (FRA) Z | Ma Zhenzhao (CHN) Z | Alice Bellandi (ITA) P | Rika Takayama (JPN) Z | 3.            |